# Mase Shuichi
Shuichi Mase (間瀬 秀一, sinh ngày 22 tháng 12 năm 1973) là một huấn luyện viên và cựu cầu thủ bóng đá người Nhật Bản.
Shuichi Mase đã dẫn dắt Blaublitz Akita và Ehime FC.